# آن ماری سلامه
آن ماری سلامه (زادهٔ ۲۴ ژوئیهٔ ۱۹۹۰) مجری و بازیگر سینما و تلویزیون اهل لبنان است.

## زندگی
آن ماری سلامه متولد سال ۱۹۹۰ میلادی (۲ مرداد ماه ۱۳۶۹) در دهکده توریستی و اسکی فاریا در لبنان است. او در مدرسه مهران منصور تحصیل کرده و از مؤسسه هنرهای زیبای لبنان فارغ‌التحصیل شده است. سپس مدرک کارشناسی ارشد در هنرهای نمایشی را دریافت کرد و بازیگری را از تئاتر شروع کرده است. وی مدتی به عنوان دستیار کارگردان در سینمای لبنان فعالیت داشت و سپس با استعداد و تلاش خود توانست در پروژه‌های تاریخی و مدرن با کارگردان‌های ژاپنی، لبنانی و ایرانی همکاری داشته باشد. او با نقش‌آفرینی در یک فیلم سینمایی لبنانی به نام Galata omri در میان مردم شناخته شد. آن ماری سلامه با بازی در سریالی ۲۰۰ قسمتی لبنانی به نام ریشه‌ها (جذور) در نقش هنادی دختری که مورد تجاوز واقع شده بود، بسیار معروف شد.

## حضور در ایران
آن ماری سلامه در اولین تجربه بازیگری برای سینمای ایران در فیلم آوازهای سرزمین من محصول مشترک ایران و لبنان به کارگردانی عباس رافعی جلوی دوربین رفت و حوالی پاییز دومین تجربه این بازیگر در نقش ساره برای تلویزیون ایران است. وی برای سومین بار در سریال نجلا نقش سلیمه را ایفا کرد.

### فراگرفتنِ فارسی
وی در مصاحبه‌ای گفت:

زبان فارسی، زبان مادری من نیست. پس از انتخاب برای بازی در این نقش و سفر به ایران، از صفر شروع کردم و چیزی به جز سلام و علیک نمی‌دانستم بعضی اوقات از دستیار کارگردان یا کارگردان کمک می‌گرفتم که جمله فارسی را به من بگویند و من پس از آن‌ها تکرار و احساساتم را به آن اضافه می‌کردم. 

## حواشی

### تجاوز جنسی
وی در مصاحبه‌ای گفت:

من توسط شخصی به نام محمد البابا مورد تجاوز قرار گرفتم و پرونده هنوز در دستگاه قضایی لبنان در حال بررسی است.

## فیلم‌شناسی[۵]
| سال  | عنوان             | توضیحات                         |
| ---- | ----------------- | ------------------------------- |
|      | آینه‌های زمان      |                                 |
| ۲۰۱۰ | آخرین ایست بازرسی | سریال ایرانی                    |
|      | شوالیه رؤیاها     |                                 |
|      | عشق قدیمی         |                                 |
|      | بدون عشق          |                                 |
|      | آخرین اخبار       |                                 |
|      | پنهان پنهان       |                                 |
|      | مجنون لیلی و ساره |                                 |
|      | راه حل            |                                 |
| ۲۰۱۴ | آوازهای سرزمین من | محصول مشترک ایران و لبنان       |
| ۲۰۱۸ | حوالی پاییز       | پخش از شبکه سه                  |
| ۲۰۱۹ | کوسه              | محصول مشترک ایران و ترکیه       |
| ۲۰۲۲ | نجلا ۲            | پخش در رمضان ۱۴۰۱ از شبکه سه    |
| ۲۰۲۵ | ناریا             | پخش در اردیبهشت ۱۴۰۳ از شبکه یک |